# Стикс (група)
 Тази статия е за музикалната група.  За други значения вижте Стикс (пояснение).  
Стикс (на английски: Styx) е американска рок група, много популярна през 1970-те и 1980-те години с 4 поредни платинени албума. Едни от най-големите им хитове са „Лодка в реката“ (Boat on the River), „Мистър Робото“ (Mr. Roboto), „Ренегат“ (Renegade), „Лейди“ (Lady), „Бейб“ (Babe) и „Не позволявай да свърши“ (Don't Let It End).
Групата е сформирана през 1961 г. в Чикаго, Илинойс като „Трейдуиндс“ (The Tradewinds). Печели най-голяма популярност в края на 1970-те. Стикс са номинирани за Грами през 1980 г.